# Sd.Kfz. 252
Az Sd.Kfz. 252 leichte Gepanzerte Munitionskraftwagen egy német páncélozott féllánctalpas lőszerszállító volt, amit 1940-ben a franciaországi csata alatt használtak.

## Történet
A leichter gepanzerter Munitionstransportkraftwagen, vagyis a "könnyű páncélozott lőszerszállító gépjármű" története szorosan kapcsolódik a rohamtüzérség történetéhez. 1935-ben Erich von Manstein ezredes javaslatot tett egy új alakulat-típus (Begleitbatterien) létrehozására, amelynek feladata - elképzelése szerint - a gyalogság támogatása volt. A Begleitbatterien, vagyis a „kísérő ütegek”-koncepció szerint együtt haladva a gyalogsággal elhárítják az olyan akadályokat, amelyeket például a géppuskafészkek vagy éppen az ellenséges bunkerek, tüzérségi eszközök jelentettek. Ehhez a feladathoz egy új fegyverre volt szükség: a rohamlövegre. A német hadiipar 1940 januárjában kezdte meg gyártani az új fegyvert, amely a német rohamtüzérség gerincét adta a háború végéig: a StuG III-ast.
Egy rohamlöveg-üteg (Sturmgeschütz Batterie) rohamlövegenkénti lőszer-javadalmazása háromszáz 7,5 cm-es gránátból állt, azonban egy páncélosba csak 44 fért be belőle; a többit a frontvonalhoz közeli lerakatokban tárolták. A lőszer-lerakatok és a rohamlövegek közötti összeköttetést az Sd.Kfz. 252 jelzésű könnyű páncélozott lőszerszállító-gépjárművek jelentették.
A jármű alapjául az Sd.Kfz. 250 jelzésű könnyű lövészpáncélos szolgált, amely lényegében az Sd.Kfz. 10 típusú könnyű vontató páncélozott változata volt. Az új lőszerszállítót is hasonló páncélzattal látták el, azzal a különbséggel, hogy a páncéltest teljesen zárt volt. Ez elengedhetetlenül fontos volt az érzékeny és robbanásveszélyes lőszerek harctéren történő szállítása során. Az Sd.Kfz. 252-es nem rendelkezett beépített fegyverzettel, de általában rendelkezésre állt egy MG 34 típusú géppuska, illetve egy-két géppisztoly és kézigránát a jármű belsejében elhelyezve; a két oldalsó kémlelőnyílás alatt pedig egy-egy zárható lőrést alakítottak ki. A lőszerszállító jármű egy rohamlöveg teljes feltöltéséhez elegendő lőszert tudott szállítani, amit további 49 gránáttal tudott növelni, ha az Sd.Ah. 32 jelzésű utánfutót is hozzákötötték.
Az Sd.Kfz. 252-es gyártása 1940 júniusában kezdődött és 1941 végéig tartott, amikor is gazdasági okokból felhagytak gyártásával. Ez alatt a másfél év alatt 413 jármű készült. Helyét a sokoldalúbb RSO, Maultier, illetve Sd.Kfz. 250/6 típusú járművek vették át.

## Harci alkalmazás
A lőszer utánpótlás általában vasúton érkezett a fronthoz legközelebbi jelentősebb vasúti állomásra, ahonnét teherautóval szállították az adott alakulat lőszerraktárába. A raktár és a harcoló alakulatok közötti utat a Sd.Kfz. 252-es páncélozott rakterében tették meg a 7,5 cm-es gránátok. Az 1941-es hadrend szerint minden rohamlöveg szakaszhoz tartozott egy páncélozott lőszerszállító, ezzel kellett ellátni a szakasz négy rohamlövegét. A szállító jármű kétfős személyzettel rendelkezett, akik segítettek a rohamlöveg töltőjének a lőszerek málházásában. Az Sd.Kfz. 252-est FuG 15 típusú rádióval is ellátták, így pontosan nyomon tudták követni, melyik jármű szorul sürgősen feltöltésre, és hogy éppen merre jár. Ez nagymértékben növelte a lőszerutánpótlás hatékonyságát. Noha a jármű gyártását 1941-ben abbahagyták, néhány példánya a háború végéig szolgálatban maradt, hatékony segítséget nyújtva a Wehrmacht rohamlövegeinek.

## Páncélzat
| Felső homlokpáncél | Alsó homlokpáncél | Felső oldal | Alsó oldal | Test hátulja         | Test teteje | Test alja |
| 18 mm/30°          | 18 mm/12°         | 8 mm/30°    | 8 mm/30°   | 8 mm/45° és 8 mm/55° | 8 mm/90°    | 8 mm/90°  |
| ------------------ | ----------------- | ----------- | ---------- | -------------------- | ----------- | --------- |

## Galéria

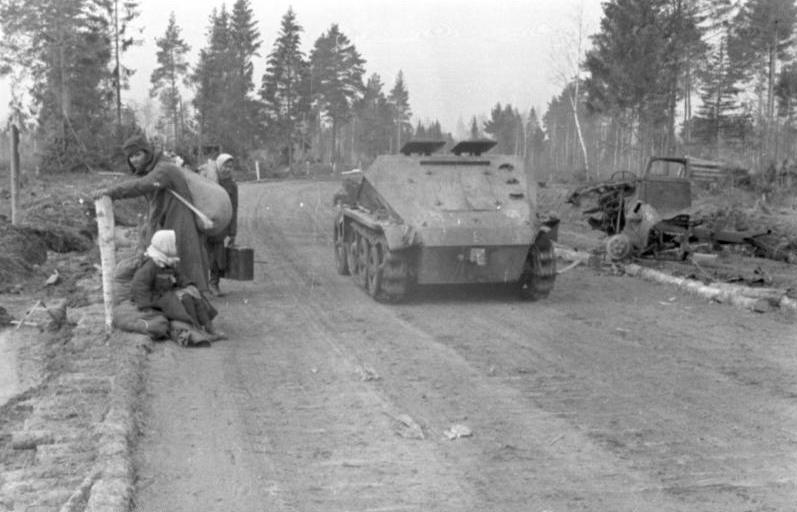
Hátulnézet, Oroszország, 1942 január.
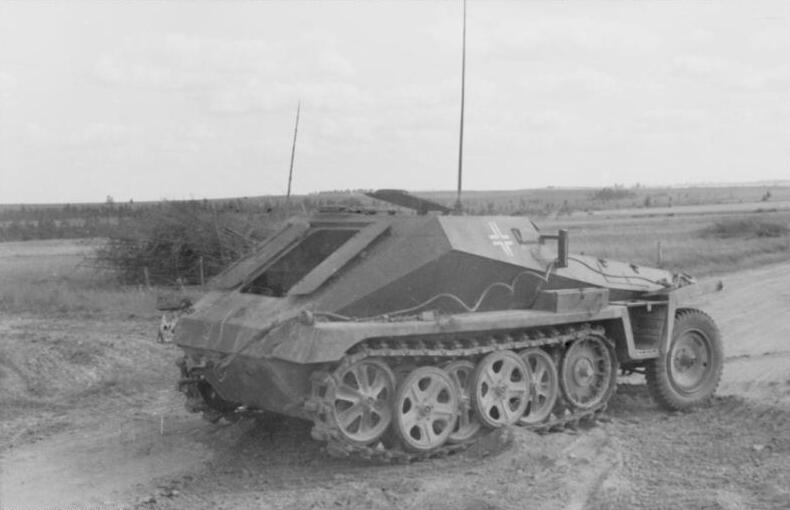
Oldalnézet, hátul, Oroszország, 1943 augusztus.
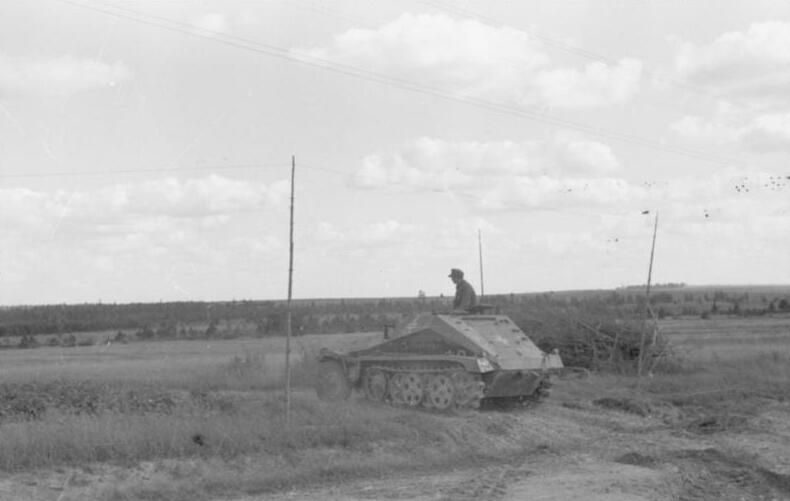
Oroszországban, 1943 augusztus.
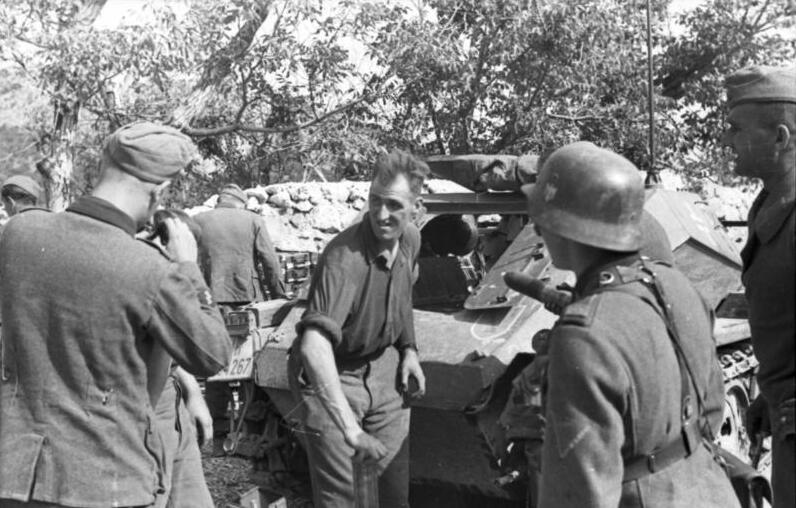
Német katonák lőszert pakolnak egy Sd.Kfz. 252-ből, Krím, 1942 június.
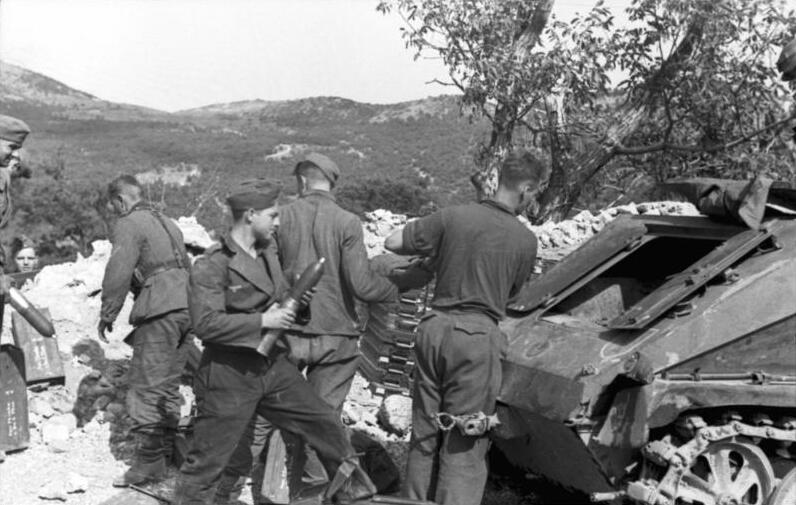
Lőszer-szállító berakodása
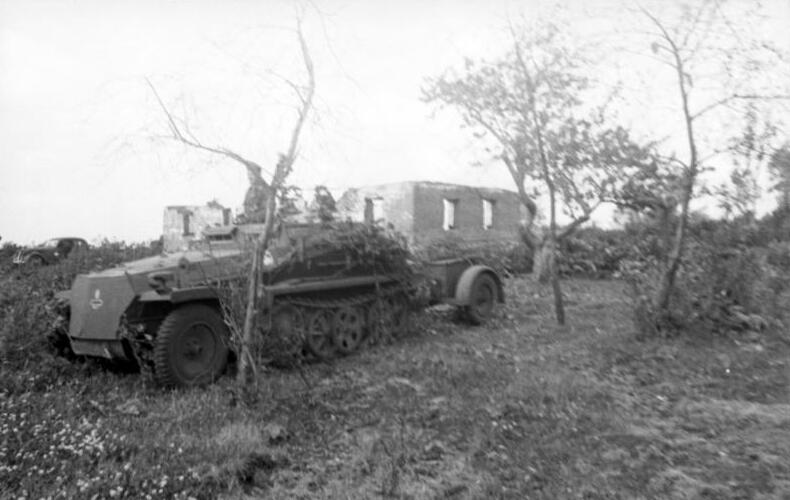
Páncélozott személyszállító pótkocsival

## Fordítás
- Ez a szócikk részben vagy egészben  a   SdKfz 252 című angol Wikipédia-szócikk fordításán alapul.  Az eredeti cikk szerkesztőit annak laptörténete sorolja fel. Ez a jelzés csupán a megfogalmazás eredetét és a szerzői jogokat jelzi, nem szolgál a cikkben szereplő információk forrásmegjelöléseként.

## Forrás
- panzerkeil.dre